# Ósumi-Nacui
Ósumi-Nacui (japonsky 大隅夏井駅, Ósumi-Nacui-eki) je neobsazená železniční stanice společnosti JR Kjúšú na trati Ničinan. Zastavují zde osobní i spěšné vlaky.